# یانیک استوپیرا
یانیک استوپیرا (به فرانسوی: Yannick Stopyra) بازیکن فوتبال و مهاجم اهل فرانسه است که از سال ۱۹۸۰ تا ۱۹۸۸ میلادی عضو تیم ملی فوتبال فرانسه بوده‌است. وی در ۳۳ بازی ملی حضور داشته است و در بازی‌های ملی‌اش ۱۱ گل به ثمر رساند.